# Episodi di East New York
La prima ed unica stagione della serie televisiva East New York, composta da 21 episodi, è stata trasmessa in prima visione negli Stati Uniti sulla rete CBS dal 2 ottobre 2022 al 14 maggio 2023.
In Italia, la serie è stata trasmessa su Rete 4 dal 1º al 15 agosto 2023, venendo sospesa per bassi ascolti. In seguito, è tornata in onda, con gli episodi già trasmessi e a seguire quelli inediti, dal 29 novembre 2023 al 31 gennaio 2024 su Top Crime.
| nº | Titolo originale                | Titolo italiano           | Prima TV USA     | Prima TV Italia  |
| -- | ------------------------------- | ------------------------- | ---------------- | ---------------- |
| 1  | Pilot                           | Progetti ambiziosi        | 2 ottobre 2022   | 1º agosto 2023   |
| 2  | Misdemeanor Homicide            | Omicidio di secondo piano | 9 ottobre 2022   | 1º agosto 2023   |
| 3  | The Small Things                | Le piccole cose           | 16 ottobre 2022  | 8 agosto 2023    |
| 4  | Snapped                         | Situazioni esplosive      | 23 ottobre 2022  | 8 agosto 2023    |
| 5  | Going Commando                  | Risarcimenti              | 30 ottobre 2022  | 15 agosto 2023   |
| 6  | Court on the Street             | Il tribunale della strada | 6 novembre 2022  | 15 agosto 2023   |
| 7  | Best Served Cold                | Meglio servito freddo     | 13 novembre 2022 | 20 dicembre 2023 |
| 8  | CompStat Interruptus            | Statistiche e realtà      | 20 novembre 2022 | 20 dicembre 2023 |
| 9  | When Dinosaurs Roamed The Earth | A carte scoperte          | 27 novembre 2022 | 27 dicembre 2023 |
| 10 | 10-13                           | Agente in pericolo        | 8 gennaio 2023   | 27 dicembre 2023 |
| 11 | By the Book                     | Secondo le regole         | 15 gennaio 2023  | 3 gennaio 2024   |
| 12 | Up in Smoke                     | Tutto in fumo             | 19 febbraio 2023 | 3 gennaio 2024   |
| 13 | We Didn't Start the Fire        | Incendio doloso           | 26 febbraio 2023 | 10 gennaio 2024  |
| 14 | Family Tithes                   | Gelosie                   | 5 marzo 2023     | 10 gennaio 2024  |
| 15 | There Goes the Neighborhood     | Il quartiere              | 12 marzo 2023    | 17 gennaio 2024  |
| 16 | Personal Shopper                | Personal shopper          | 19 marzo 2023    | 17 gennaio 2024  |
| 17 | Pound of Flesh                  | Una libbra di carne       | 26 marzo 2023    | 24 gennaio 2024  |
| 18 | In the Bag                      | Segreti del passato       | 16 aprile 2023   | 24 gennaio 2024  |
| 19 | The Harder They Fall            | Vita segreta              | 23 aprile 2023   | 31 gennaio 2024  |
| 20 | A Humbling Blues                | Un'avvilente malinconia   | 7 maggio 2023    | 31 gennaio 2024  |
| 21 | Ruskin Roulette                 | Giochi di potere          | 14 maggio 2023   | 31 gennaio 2024  |

## Progetti ambiziosi
- Titolo originale: Pilot
- Diretto da: Michael M. Robin
- Scritto da: William Finkelstein & Mike Flynn

### Trama
- Ascolti USA: telespettatori 5 271 000 – rating/share 18-49 anni 0,4[4].
- Ascolti Italia: telespettatori 561 000 – share 4,10%[5].

## Omicidio di secondo piano
- Titolo originale: Misdemeanor Homicide
- Diretto da: Michael M. Robin
- Scritto da: William Finkelstein

### Trama
- Ascolti USA: telespettatori 5 645 000 – rating/share 18-49 anni 0,4[6].
- Ascolti Italia: telespettatori 561 000 – share 4,10%[5].

## Le piccole cose
- Titolo originale: The Small Things
- Diretto da: Mo McRae
- Scritto da: Mike Flynn

### Trama
- Ascolti USA: telespettatori 5 440 000 – rating/share 18-49 anni 0,5[7].
- Ascolti Italia: telespettatori 367 000 – share 2,60%[8].

## Situazioni esplosive
- Titolo originale: Snapped
- Diretto da: Scott Ellis
- Scritto da: Judith McCreary

### Trama
- Ascolti USA: telespettatori 5 291 000 – rating/share 18-49 anni 0,3[9].
- Ascolti Italia: telespettatori 367 000 – share 2,60%[8].

## Risarcimenti
- Titolo originale: Going Commando
- Diretto da: Jackeline Tejada
- Scritto da: Allison Intrieri

### Trama
- Ascolti USA: telespettatori 5 838 000 – rating/share 18-49 anni 0,4[10].
- Ascolti Italia: telespettatori 323 000 – share 2,80%[11].

## Il tribunale della strada
- Titolo originale: Court on the Street
- Diretto da: Mo McRae
- Scritto da: Patrick Coker & Adam Wiesen

### Trama
- Ascolti USA: telespettatori 4 929 000 – rating/share 18-49 anni 0,4[12].
- Ascolti Italia: telespettatori 323 000 – share 2,80%[11].

## Meglio servito freddo
- Titolo originale: Best Served Cold
- Diretto da: Michael M. Robin
- Scritto da: Jamie Lynn Harris

### Trama
- Ascolti USA: telespettatori 4 696 000 – rating/share 18-49 anni 0,3[13].
- Ascolti Italia: telespettatori ? – share ?.

## Statistiche e realtà
- Titolo originale: CompStat Interruptus
- Diretto da: Mo McRae
- Scritto da: William Finkelstein

### Trama
- Ascolti USA: telespettatori 4 966 000 – rating/share 18-49 anni 0,4[14].
- Ascolti Italia: telespettatori ? – share ?.

## A Carte Scoperte
- Titolo originale: When Dinosaurs Roamed The Earth
- Diretto da: Michael M. Robin
- Scritto da: Mike Flynn

### Trama
- Ascolti USA: telespettatori 4 986 000 – rating/share 18-49 anni 0,3[15].
- Ascolti Italia: telespettatori ? – share ?.

## Agente in pericolo
- Titolo originale: 10-13
- Diretto da: Ramaa Mosley
- Scritto da: Allison Intrieri & Judith McCreary

### Trama
- Ascolti USA: telespettatori 5 678 000 – rating/share 18-49 anni 0,5[16].
- Ascolti Italia: telespettatori ? – share ?.

## Secondo le regole
- Titolo originale: By the Book
- Diretto da: Randall Zisk
- Scritto da: Jacquelyn Reingold & Jonathan Tolins

### Trama
- Ascolti USA: telespettatori 5 273 000 – rating/share 18-49 anni 0,4[17].
- Ascolti Italia: telespettatori ? – share ?.

## Tutto in fumo
- Titolo originale: Up in Smoke
- Diretto da: Nijla Mu'min
- Scritto da: Patrick Coker & Adam Wiesen

### Trama
- Ascolti USA: telespettatori 4 241 000 – rating/share 18-49 anni 0,2[18].
- Ascolti Italia: telespettatori ? – share ?.

## Incendio doloso
- Titolo originale: We Didn't Start the Fire
- Diretto da: Lou Diamond Phillips
- Scritto da: Ed Redlich

### Trama
- Ascolti USA: telespettatori 4 657 000 – rating/share 18-49 anni 0,3[19].
- Ascolti Italia: telespettatori ? – share ?.

## Gelosie
- Titolo originale: Family Tithes
- Diretto da: Mo McRae
- Scritto da: Mike Flynn

### Trama
- Ascolti USA: telespettatori 4 722 000 – rating/share 18-49 anni 0,3[20].
- Ascolti Italia: telespettatori ? – share ?.

## Il quartiere
- Titolo originale: There Goes the Neighborhood
- Diretto da: Sharon Lewis
- Scritto da: William Finkelstein

### Trama
- Ascolti USA: telespettatori 4 165 000 – rating/share 18-49 anni 0,3[21].
- Ascolti Italia: telespettatori ? – share ?.

## Personal shopper
- Titolo originale: Personal Shopper
- Diretto da: Mo McRae
- Scritto da: Allison Intrieri & Jamie Lynn Harris

### Trama
- Ascolti USA: telespettatori 4 745 000 – rating/share 18-49 anni 0,3[22].
- Ascolti Italia: telespettatori ? – share ?.

## Una libbra di carne
- Titolo originale: Pound of Flesh
- Diretto da: Ramaa Mosley
- Scritto da: Andrew Maher, Patrick Coker & Adam Wiesen

### Trama
- Ascolti USA: telespettatori 5 114 000 – rating/share 18-49 anni 0,4[23].
- Ascolti Italia: telespettatori ? – share ?.

## Segreti del passato
- Titolo originale: In the Bag
- Diretto da: Michael M. Robin
- Scritto da: Judith McCreary & Jacquelyn Reingold

### Trama
- Ascolti USA: telespettatori 4 774 000 – rating/share 18-49 anni 0,2[24].
- Ascolti Italia: telespettatori ? – share ?.

## Vita segreta
- Titolo originale: The Harder They Fall
- Diretto da: Lisa Leone
- Scritto da: Ed Redlich & Jonathan Tolins

### Trama
- Ascolti USA: telespettatori 4 853 000 – rating/share 18-49 anni 0,2[25].
- Ascolti Italia: telespettatori ? – share ?.

## Un avvilente malinconia
- Titolo originale: A Humbling Blues
- Diretto da: Mo McRae
- Scritto da: Mike Flynn

### Trama
- Ascolti USA: telespettatori 5 017 000 – rating/share 18-49 anni 0,3[26].
- Ascolti Italia: telespettatori ? – share ?.

## Giochi di potere
- Titolo originale: Ruskin Roulette
- Diretto da: Michael M. Robin
- Scritto da: William Finkelstein

### Trama
- Ascolti USA: telespettatori 4 678 000 – rating/share 18-49 anni 0,3[27].
- Ascolti Italia: telespettatori ? – share ?.